# .cx
.cx là tên miền Internet cấp cao nhất dành cho quốc gia (ccTLD) của Đảo Christmas. Nó được quản lý bởi Cơ quan quản lý Internet Đảo Christmas, một công ty phi lợi nhuận sở hữu cộng đồng đồng thời cũng cung cấp dịch vụ Internet cho cư dân trên đảo.
TLD trước đây được quản lý bởi Planet Three Limited, một công ty với văn phòng đặt ở Liên hiệp Anh và Bắc Ireland và Úc, sau đó đã phá sản và ngừng hoạt động, quyền sử dụng được chuyển giao một cách tình nguyện cho CIIA (gọi là Dot CX Limited vào lúc đó). Chính phủ nội địa của Đảo Christmas đã tán thành cuộc chuyển nhượng, nhưng Cộng đồng chung Úc (có quyền hạn quốc tế đối với Đảo Christmas như lãnh thổ bên ngoài) không ngay lập tức chấp nhận nó. Úc từ đó đã xuất bản một Bản ghi nhớ Hiểu biết công nhận CIIA là quản lý hợp pháp của.cx.
Tên miền nổi tiếng nhất với tên miền cấp cao nhất của trang chứng khoán Goatse.cx, nhưng chủ yếu dùng cho tên miền cấp 3.ath.cx.